# Valsayn
Valsayn ist eine Kleinstadt in Trinidad und Tobago. 

## Lage
Valsayn liegt im Norden der Insel Trinidad, mitten im East-West Corridor, der südlich der Northern Range von Westen nach Osten verlaufenden Metropolregion der Landeshauptstadt Port of Spain. Da Port of Spain im Norden durch die Northern Range und im Süden durch den Caroni Swamp begrenzt ist, weitete sich die Stadt im Laufe der Zeit nach Osten aus. Der dadurch entstandene East-West-Corridor ist so dicht besiedelt, dass früher eigenständige Städte heute fließend ineinander übergehen und eher den Charakter von Stadtteilen der Hauptstadt-Agglomeration haben. Formell sind sie jedoch weiterhin unabhängig. Valsayn liegt auf der Grenze zwischen den Regionen San Juan-Laventille und Tunapuna-Piarco. Westlich der Stadt verläuft der Uriah Butler Highway, und durch den von Westen nach Osten verlaufenden Churchill Roosevelt Highway wird Valsayn in einen nördlichen (Valsayn North) und einen südlichen (Valsayn South) Teil geteilt. Im Norden und Osten grenzt Valsayn an Curepe, im Nordwesten an Champs Fleurs, im Westen an San Juan und im Süden an Bamboo Village.

## Geschichte
Benannt ist die Stadt nach einer früher auf dem heutigen Stadtgebiet befindlichen Plantage (Valsayn estate), die im ausgehenden 18. Jahrhundert dem Justizbeigeordneten (teniente de justicia mayor) Jose Mayan gehörte und auf der José María Chacón, der letzte spanische Gouverneur Trinidads, 1797 die Kapitulationsurkunde unterzeichnete und so die britische Herrschaft über Trinidad begründete. In der ersten Hälfte des 19. Jahrhunderts war das Herrenhaus Wohnsitz des Bürgermeisters von St. Joseph, Paul Giuseppi.

## Wirtschaft und Verkehr
Valsayn ist ein Wohngebiet und verfügt über keine nennenswerte Industrie mit Ausnahme der im Westen der Stadt liegenden, 1962 errichteten trinidadischen Niederlassung von Nestlé. Mit der Valpark Shopping Plaza befindet sich das älteste Einkaufszentrum Trinidads in Valsayn South, ein weiteres Einkaufszentrum, der Grand Bazaar, befindet sich im Westen der Stadt. Der Fernsehsender IBN und die landesweit empfangbaren Radiosender Central Radio FM90 und United Cinemas Limited haben ihre Geschäftssitze in Valsayn.

## Einrichtungen
Ein Campus der University of Trinidad and Tobago, das 1966 gegründete Cipriani College of Labour and Co-Operative Studies, befindet sich in Valsayn. Im Nordwesten der Stadt befindet sich mit dem Jamboree Park eine öffentliche Grünfläche, die für Karnevals- und andere Veranstaltungen genutzt wird. Im Südosten des Stadtgebiets befindet sich mit dem Spring Village Recreation Ground eine kleine Mehrzwecksportstätte, in der die Cricketmannschaft Spring Village Insiders ihre Heimspiele austrägt.